# Thiên hoàng Sakuramachi
Sakuramachi (Sakuramachi-tennō ?, 08 tháng 2 năm 1720 - 28 tháng 5 1750) là Thiên hoàng thứ 115 của Nhật Bản theo danh sách kế thừa truyền thống.
Triều đại của Sakuramachi kéo dài từ năm 1735 đến năm 1747.

## Phả hệ
Tên cá nhân của ông (imina) là Teruhito (昭仁). Chiêu Nhân (昭仁 ?); và danh hiệu trước khi lên ngôi của ông là Waka-no-miya Nhã Cung (若宮). Ông là con trai đầu lòng của Thiên hoàng Nakamikado.
Thiếu thời, ông sống trong Hoàng cung Heian với Hoàng tộc. Năm 1728, ông được cha đặt làm Thái tử.

## Lên ngôi Thiên hoàng
Ngày 13 Tháng 4 năm 1735, Thiên hoàng Nakamikado thoái vị và Thân vương Akihito chính thức lên ngôi, hiệu là Thiên hoàng Sakuramachi.
Triều đại của ông luôn gắn liền với một loạt các nghi lễ mang đậm tính Shinto vì nhiều người cho rằng, ông là "sự đầu thai" lên của Thái tử Shōtoku, người đã cho khôi phục và phát triển văn hóa Nhật truyền thống ngay từ thời cổ đại. Với sự giúp đỡ của Shogun Tokugawa Yoshimune, ông đã cho phục hồi các nghi lễ Hoàng gia truyền thống như:
- Nghi lễ Daijōsai, một nghi lễ chuyên đưa cơm cúng dường khi Thiên hoàng làm lễ đăng quang ngôi vua.
- Nghi lễ Shinjōsai, một nghi lễ cúng dường về cơm cho nhà vua đang tại vị.
- Nghi lễ Daijō-e[7] của Thiên hoàng.
- Nghi lễ bí truyền Niiname-matsuri được thực hiện[8].

Kinh tế Nhật Bản cũng đang phát triển dưới triều đại Sakuramachi khi nhà vua cho đúc tiền Genbun để sử dụng trên cả nước, lập Hirado như một trung tâm để các thương nhân và người dân tập trung hàng hóa để buôn bán. Tuy nhiên, kinh tế Nhật đang gánh chịu nhiều khó khăn do bão và sóng thần. Năm 1742, lũ lớn ở các tỉnh Musashi, tỉnh Kōzuke, tỉnh Shimotsuke và tỉnh Shinano cuốn trôi nhiều nóc nhà, người dân; nó cũng cuốn trôi luôn cầu Sanjo ở Edo.
Cũng dưới thời ông, nội tình Edo bị lộn xôn do vụ lãnh chúa Hosokawa Etchū-no-kami của Higo bị giết chết tại Edo bởi Fudai daimyo Itakura Katsukane - Itakura được lệnh của Shogun phải mổ bụng như là một sự trừng phạt. Tuy nhiên, Shogun đã đích thân can thiệp để giảm thiểu những hậu quả xấu cho gia đình Fudai của kẻ sát nhân.
Ngày 09 tháng 6 năm 1747, sau đại hỏa hoạn ở Edo thì Thiên hoàng chính thức thoái vị, nhường ngôi cho con trai cả là Thân vương Toohito, sau sẽ lên ngôi với hiệu là Thiên hoàng Momozono.

### Kugyō
- Tả đại thần:
- Hữu đại thần:
- Nội đại thần:
- Đại nạp ngôn:

### Niên hiệu
- Kyōhō (1716–1736)
- Gembun (1736-1741)
- Kanpō (1741-1744)
- Enkyō (1744-1748)

## Gia đình
- Hoàng hậu: Nijo Ieko (二条舎子; 1716 - 1790), con gái của Nijō Yoshitada.
  - Con gái đầu tiên: Công chúa Noriko (盛子内親王; 1737 - 1746)
  - Con gái thứ hai: Công chúa Toshiko (智子内親王) (Thiên hoàng Go-Sakuramachi)
- Phu nhân: Anegakōji Sadako (姉小路定子; 1717 - 1789), con gái của Anegakōji Sanetake.
  - Con trai đầu: Thân vương Toohito (遐仁親王) (Thiên hoàng Momozono). Ông này sinh ra Hoàng tử Hidehito (英仁親王) (Thiên hoàng Go-Momozono), Công chúa Yoshiko, Hoàng tử Masuhito (温仁親王), Hoàng tử Toshihito (悦仁親王)